# Roger Avary

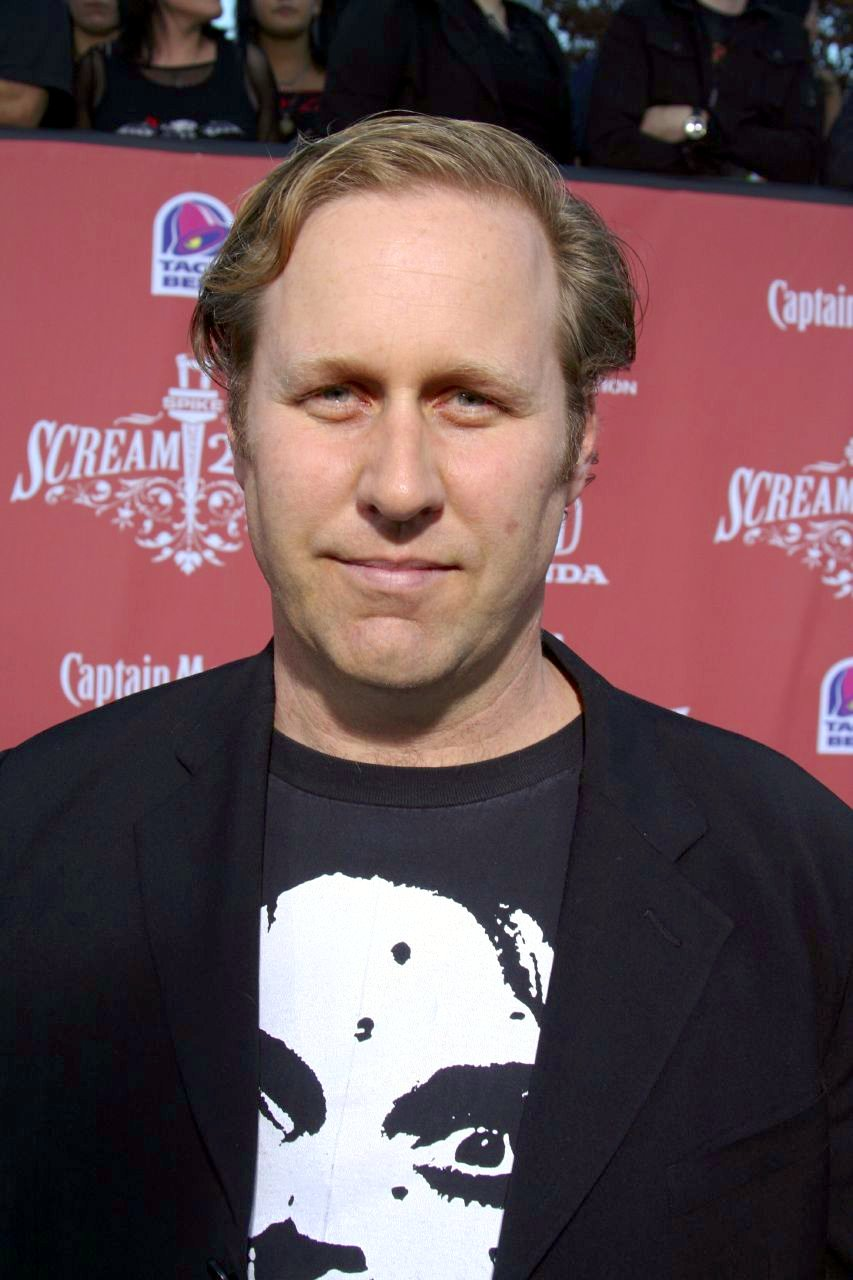
Roger Avary (2007)

Roger Roberts Avary, född 23 augusti 1965 i Flin Flon i Manitoba, är en kanadensisk filmregissör, manusförfattare och film- och TV-producent.

## Biografi
Avary har, tillsammans med Quentin Tarantino, arbetat med filmerna De hänsynslösa (1992), True Romance (1993) och Pulp Fiction (1994), vilket gav Avary och Tarantino en Oscar för Bästa manus. Han har skrivit manus till Silent Hill (2006) och Beowulf (2007) och även regisserat Killing Zoe (1994) och The Rules of Attraction (2002).
2008 åtalades Avary för dråp och rattfylleri då han orsakade en bilolycka i Ojai, Kalifornien, vilket dödade en passagerare.

## Filmografi

### Regissör
- 1994 Killing Zoe
- 1996 Mr. Stitch
- 2002 The Rules of Attraction
- 2005 Glitterati

### Manusförfattare
- 1983 The Worm Turns
- 1992 Reservoir Dogs
- 1993 True Romance
- 1994 Pulp Fiction
- 1994 Killing Zoe
- 1995 Crying Freeman
- 1996 Mr. Stitch
- 1997 Odd Jobs
- 2002 The Rules of Attraction
- 2005 Glitterati
- 2006 Silent Hill
- 2007 Beowulf

### Producent
- 1996 Mr. Stitch
- 1997 Odd Jobs
- 2003 The Last Man
- 2005 Glitterati
- 2007 Beowulf